# Tudual Huon
Pour les articles homonymes, voir Huon.
Tudual Huon, né le 23 janvier 1953 à Brest, est un auteur de poèmes et de nouvelles. Il est le fils de Ronan Huon. Il dirige la revue Al Liamm depuis la mort de son père.
Il a reçu le Priz Langleiz (Prix Xavier de Langlais) en 1978.
Dessinateur, il a également illustré de nombreux ouvrages parus aux éditions Al Liamm et a fait paraître deux bandes dessinées en breton. Il est aussi professeur d'anglais et breton.

## Illustrations d'ouvrages édités par An Here.
- Abeozen, Bisousig kazh an tevenn (Bisousig le chat de la dune), An Here, 1987.
- Roparz Hemon, Gaovan hag an den gwer (Gauvain et l'homme vert)., An Here, 1988.
- Anjela Duval, Rouzig ar gwinver (Rouzig l'écureuil)., An Here, 1991.
- Cliodna Cussen, Gwrac’h he ribod (la sorcière à la baratte)., An Here, 1992.
- Yvon Crocq, Ul labous a varver (un sacré barbier), An Here, 1997.
- Erwan Ar Moal, Ki ar penn marv (le chien de la tête de mort), An Here, 1997.

## Illustrations d'ouvrages édités par Al Liamm.
- Yvon Gourmelon, Plac'hedigoù o ler rous (Des petites filles à la peau rousse), Al Liamm, 1995.

## Publications
- Fri Korloko, bande dessinée, Al Liamm.
- Koumanant echu, bande dessinée, Al Lanv
- Ar chalboter hunvreoù, Al Liamm, 1978.
- Glizi, poésies, Mouladuriou Hor Yezh, 1999.